# 扎里奇內 (蘇梅區)
51°5′17″N 34°19′22″E / 51.08806°N 34.32278°E
扎里奇內（烏克蘭語：Зарічне）是位於烏克蘭東北部的村莊，由蘇梅州蘇梅區的里奇基市鎮負責管轄。該村處於維爾河左岸，分別距離貝茲索基爾內1.5公里和沃羅尼夫卡1公里，海拔高度138米，2001年人口40。